# Ibn Gharsiya
Abu Amir Ahmad Ibn Gharsiya al-Bashkunsi (en árabe: أبو عامر أحمد بن غرسية البشكنسي) (fallecido en 1084), popularmente conocido como Ibn Gharsiya, fue un poeta muladí y katib (escritor) en la corte del reino taifa de Denia. Ibn Gharsiya fue una figura destacada en el movimiento Shu'ubiyya de al-Ándalus. No debe confundirse con un alfaquí cordobés del mismo nombre.

## Biografía
Ibn Gharsiya nació en una familia cristiana vasca, pero fue tomado prisionero en su infancia y se crio en la fe islámica. Fue educado para leer y escribir tanto en el árabe clásico como en el dialecto árabe andalusí coloquial. Ibn Gharsiya estaba orgulloso de su origen vasco pero eso no le impidió seguir siendo un ferviente musulmán durante toda su vida. Su apellido al-Bashkunsi significa el vasco, y refleja su origen geográfico. Sirvió bajo el emir eslavo de Denia, Mujāhid al-'miri, y su hijo, Ali ibn Mujahid. Al igual que Ibn Gharsiya, la familia gobernante de Dénia también era muladí y se había liberado del Califato de Córdoba después del turbulento año de 1009. Al igual que otras taifas, su reino había tratado de distanciarse del período de los Omeyas. Ibn Gharsiya pasó la mayor parte de su vida como katib en la corte de Dénia.

## Pensamiento
Ibn Gharsiya fue un destacado líder y defensor del pensamiento Shu'ubiyya en al-Ándalus. El movimiento Shu'ubiyya exigió la igualdad de poder, riqueza y estatus de los bereberes no árabes y muladíes por parte de los árabes. Al igual que los árabes, fueron muy activos en la promoción de la cultura y el idioma árabe-islámico y lucharon por la integración cultural con los grupos étnicos árabes, como lo habían logrado los pueblos semitas no árabes de Oriente Medio.

### Larisalade Ibn Gharsiya
Entre 1051 y 1056, Ibn Gharsiya escribió un risala (un resumen de las prescripciones religiosas en la jurisprudencia islámica) contra la ascendencia árabe en al-Ándalus, que al mismo tiempo elogiaba el islam no árabe. Los opositores de su trabajo lo calificaron de violento e insultante por su ataque a los árabe. Además, y contrariamente a la tradición prevaleciente, realiza una crítica a los musulmanes árabes por su rango y linaje inferiores. Simultáneamente, su pensamiento alababa a los musulmanes no árabes, como los bereberes, y también a los conversos visigodos, eslavos y romanos.
En el risala, Ibn Gharsiya afirma la superioridad cultural de muladíes sobre los árabes al disminuir y menospreciar la cultura árabe. Mientras se jacta del dominio muladí de la filosofía natural, la lógica exacta, la astronomía, la música, la aritmética y la geometría, ridiculiza a los árabes como "expertos en la descripción de los camellos imponentes". También intentó demostrar que el dominio no árabe en Dénia era mucho mejor que las de las otras taifas. Al hacerlo, intentó formular y legitimar una alternativa no árabe al gobierno árabe que involucraba la combinación de tradiciones árabes y no árabes, principalmente persas y bizantinas. Esto le dio la oportunidad de debatir con el erudito árabe islámico Abu Ja'far Ahmad ibn al-Jazzar, quien había estado presente en la corte de Ibn Sumadih, emir de Almería. Sin embargo, según el manuscrito de El Escorial, la carta estaba dirigida a un tal Abu ʻAbd Allah Muhammad ibn Ahmad ibn al-Haddad al-Qaisi. Sin embargo, a pesar de esta diferencia, está claro que el destinatario estaba vinculado a la corte de Ibn Sumadih y al reino taifa de Almería.
La obra epistolar de Ibn Gharsiya aborda algunas de las preguntas más fundamentales e importantes en la comunidad musulmana de al-Ándalus en ese momento, como la relación entre los árabes y los bereberes de la fe islámica con los muladíes, que eran los descendientes de los indígenas ibéricos convertidos al islam. Ibn Gharsiya hizo hincapié en que una buena interpretación del Islam también debería ser valiosa para los musulmanes no árabes. Esta carta representa la adopción de la ideología Shu'ubi del este por parte de muchos musulmanes andaluces indígenas, que argumentaban en contra de la exclusividad árabe, como se expresa en sus tratados comparando a los árabes desfavorablemente con los persas y los bizantinos.
El risala de Ibn Gharsiya estaba escrito en prosa cortesana árabe; por lo tanto, no representaba un rechazo de la cultura literaria árabe, sino únicamente del linaje árabe. Según la Enciclopedia de la literatura árabe, este risala tenía poca importancia, y sus pocos exponentes tendían a repetir los clichés adoptados desde el Oriente islámico. El risala provocó al menos siete refutaciones, de las cuales solo cinco sobrevivieron. Al igual que el original, las refutaciones parecen haber sido escritas imitando modelos orientales. Solo una de las refutaciones fue dirigida específicamente contra Ibn Gharsiya. El erudito estadounidense James T. Monroe afirma que el hecho de que el risala de Ibn Gharsiya contra los árabes quedase impune, indica que la causa del arabismo como una fuerza social significativa dejó de tener importancia política.

Göran Larsson, profesor asociado de estudios religiosos en la Universidad de Gotemburgo, Suecia, señala que a pesar de su extenso uso de las tradiciones persas en su risala, Ibn Gharsiya no estaba promoviendo un soberano específicamente persa, simplemente un modelo no árabe de regla. A esto, Monroe agrega: 
"Si Ibn Gharsiya hubiera querido rechazar la cultura árabe en su totalidad, probablemente habría escrito su risala en un estilo diferente al que se consideraba en ese momento como de buen gusto literario y, a diferencia de la práctica de Ibn Bassām, posiblemente habría insertado formas literarias posclásicas en su composición. Pero el hecho es que el risala está escrito en árabe clásico puro. Es un verdadero mosaico de alusiones a la literatura y la historia árabes, que contiene citas del Corán, y de poesía y sabiduría proverbial. Esto se expresa por medio de una prosa rimada altamente elaborada del tipo que estaba tan de moda entre los escritores islámicos del siglo X, y está decorada con todos los ornamentos de la retórica árabe. La elección de este medio estilístico, que se había convertido en el estándar de la literatura de secretaría en todo el mundo islámico, indica que el autor intenta reclamar a la clase de secretaría no árabe su legítima participación en la cultura árabe ".

### Legado
Además de la epístola, las únicas palabras de Ibn Gharsiya que se han conservado son algunas líneas del geógrafo, historiador y escritor andaluz del siglo XII, Ibn Said al-Maghribi. Se cree que estas líneas fueron compuestas en elogio del señor de Ibn Gharsiya, Ali ibn Mujahid. En alabanza de Ibn Gharsiya, Ibn Said afirma: 
"Él (Ibn Gharsiya) fue una de las maravillas de su época y de su tiempo. Aunque su origen fue no árabe, su famoso risala fue testigo de su firme dominio de las riendas de la lengua árabe. Uno de los hijos de los cristianos vascos que fue capturado cuando aún era un niño. Su señor, Mujahid, el rey de las islas baleares y de Dénia lo educó. Hubo entre Ibn Gharsiya y Abu Ja'far ibn al-Jazar, el poeta , tal amistad que hizo que el primero llamara a este último para que se uniera a él y dejara de servir a al-Mu'staim ibn Sumadih, señor de Almería. Ibn Gharsiya encontró faltas en él por adherirse exclusivamente a la alabanza de Ibn Sumadih mientras descuidaba al señor de su propio país ".